# 제836수송대대
제836수송대대(836th Transportation Battalion)는 수송대의 지상전개배급사령부의 화물수송터미널 운영대대이다. 제599수송여단의 예하부대로서 요코하마시 가나가와구 미즈호정 요코하마 북부선착장에 주둔하고 있다.

## 역사

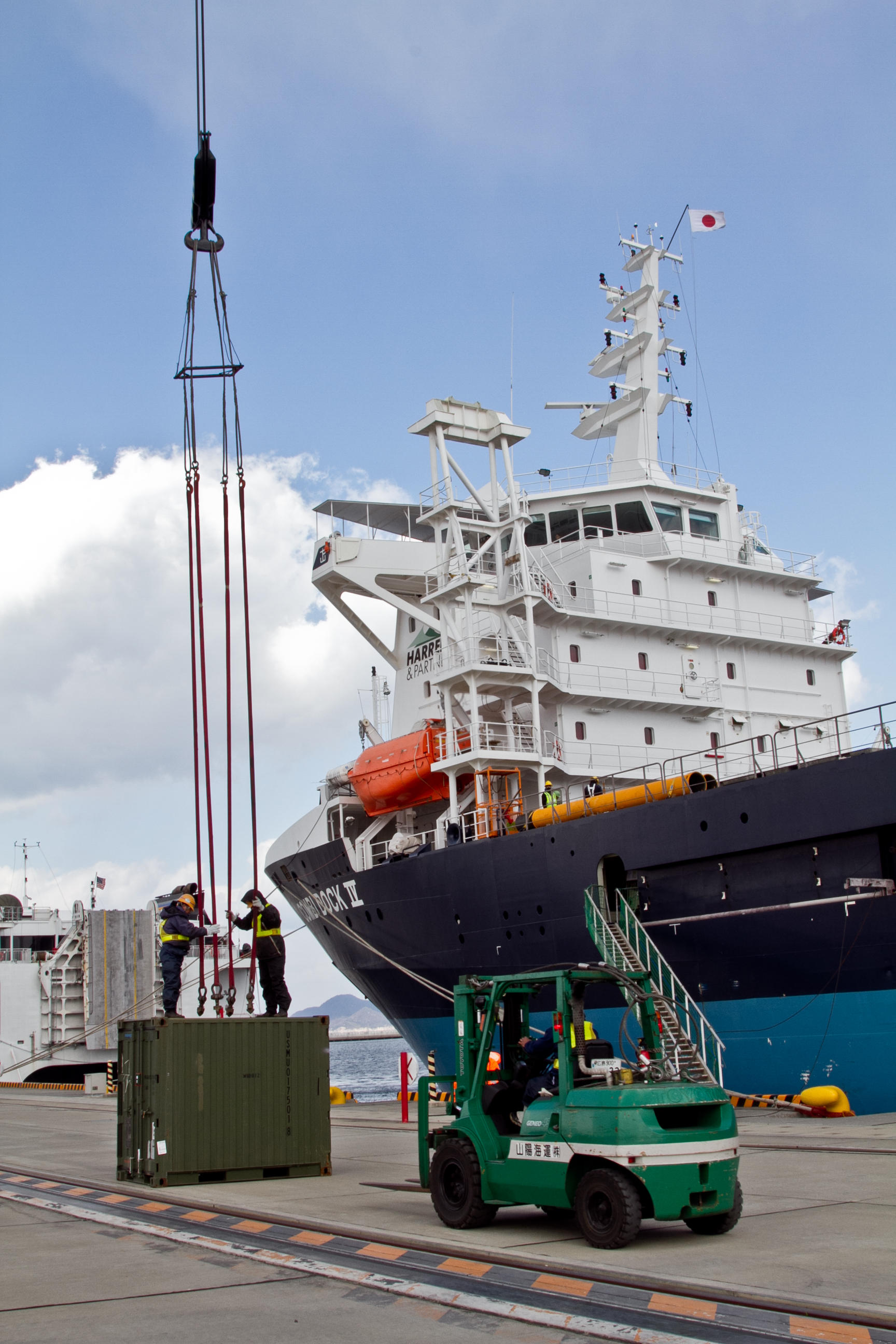
도모다치 작전 지원을 위해 제4(IV)번 콤비선착장에 화물을 내리고 있는 제836수송대대의 항만 운영 담당 대원들, 2011년 3월 16일 촬영

부대의 기원은 1941년 2월 19일에 조직된 뉴욕 승선항만대로서 수송대에 옮겨져 수송대 제2항만대 본부중대가 되었다.
제2차 세계 대전 동안에 제2항만대는 아시아-태평양 전구 안의 동인도, 파푸아, 뉴기니아 등에서 조군하였고, 일본의 항복으로 미국이 승리하여 전역 참가 스트리머를 수여받았다. 1946년 6월에 요코하마항에 도착하여 제11항만대에게서 시설을 이양받았다. 1947년 7월에 제2중형항만대, 1948년 3월에 중형항만대가 되었다. 한국 전쟁이 터지자, 7월 23일에 부산항으로 옮겨가 제2주요항만대가 되어 주한 미군 부대를 지원하였고, 1954년 3월에 제2수송사령부 "C형"가 되었다. 부대는 한국 전쟁을 지원한 공로를 인정받아 1955년 5월 23일에 공로부대표창을 수여받았다.
이후, 베트남 전쟁에서 미국 태평양 육군을 지원하였다.
1978년 2월 1일에 모든 항만 운영 임무가 주일 미국 육군에게서 군사교통관제사령부로 이관되었고, MTMC 요코하마 터미널이 설립되었다.
1993년 1월 1일, 제1316중형항만사령부로 개편되었다.
1994년 4월 1일, 제334수송파견대가 해산하였다.
1997년 10월 1일, 부대가 미국 수송사령부 군사교통관제사령부 제599터미널수송단 예하 제836수송대대로 개편되었다.

## 편성
- 괌 파견대
- 알래스카 파견대
- 제334수송파견대; 1978년 2월 1일 ~ 1994년 4월 1일, 해산

## 기록
계보
- 1941년 2월 19일, Headquarters and Headquarters Company, New York Port of Embarkation
→뉴욕 승선항구, 본부 및 본부중대
- 1947년 7월, 2nd Transportation Major Port
→제2수송항만대
- 1948년 3월, 2nd Medium Port
→제2중형항만대
- 1950년, 2nd Major Port
→제2주요항만대
- 1954년 3월, Headquarters and Headquarters Company, 2nd Transportation Command (C)
→제2수송사령부 "C형", 본부 및 본부중대
- 1978년 2월 1일, MTMC Terminal, Yokohama
→MTMC 요코하마 터미널
- 1993년 1월 1일, 1316th Medium Port Command
→제1316중형항만사령부
- 1997년 10월 1일, 833rd Transportation Battalion
→제833수송대대

| 스트리머          | 내역      | 명령서                                                       |
| ----------------- | --------- | ------------------------------------------------------------ |
| 육군 공로부대표창 | 한국 전쟁 | 1955년 5월 9일, 육군부 일반명령 제31호(제2수송항만사령부(C)) |
| 육군 공로부대표창 | 걸프 전쟁 |                                                              |
| 육군 우수부대표창 | 걸프 전쟁 |                                                              |

## 참고
1. ↑  “General Orders No.31” (PDF) (영어). Washington D.C.: Department of The Army. 1955년 5월 9일. 2020년 6월 19일에 확인함.